# Hvede (dokumentarfilm)
Hvede er en dansk dokumentarfilm fra 1951 instrueret af Knud M. Eriksen efter eget manuskript.

## Handling
Ved kort og diagrammer vises hvedens erhvervsgeografiske placering blandt verdens næringsplanter. Hvedeproduktionen i Danmark gennemgås fra såning om efteråret og spirernes overvintring til modning, høst og tærskning den følgende sommer.